# Rebecca Da Costa
Rebecca Da Costa (Recife, Pernambuco, 9 de mayo de 1984) es una modelo y actriz brasileña. En su carrera ha trabajado con reconocidos actores como Robert De Niro, John Cusack y Val Kilmer.

## Carrera
Tras una exitosa carrera en el mundo del modelaje, en 2008 Da Costa se mudó a los Estados Unidos para seguir una carrera como actriz. Se matriculó en el HB Studio en la ciudad de Nueva York e hizo su debut en el teatro junto a Brad Garrett en la comedia stand-up. En 2009 hizo su debut televisivo en un episodio de la serie estadounidense de HBO Entourage. En 2010 ganó un papel en la película Trick of the Witch, dirigida por Chris Morrissey. En 2011 realizó su primer papel papel protagónico en la película independiente L.A. I Hate You, protagonizada además por Malcolm McDowell y William Forsythe. Más tarde ese mismo año protagonizó Freerunner junto a Sean Faris. En 2012 participó en la película Seven Below, coprotagonizada por Val Kilmer y Ving Rhames, y en 2013 apareció en Mine Games.

## Filmografía
| Año  | Película                     | Rol         | Notas |
| ---- | ---------------------------- | ----------- | ----- |
| 2010 | Trick of the Witch           | Anabella    |       |
| 2010 | Treasure of the Black Jaguar | Mesera      |       |
| 2011 | L.A., I Hate You             | Natasha     |       |
| 2011 | Freerunner                   | Chelsea     |       |
| 2012 | Mine Games                   | Rose        |       |
| 2012 | Seven Below                  | Courtney    |       |
| 2013 | Breaking at the Edge         | Bianca Wood |       |
| 2014 | The Bag Man                  | Rivka       |       |